# レンフェ592系気動車
レンフェ592系気動車は、スペインの国有鉄道およびそれが民営化した企業であるレンフェが保有・運用する気動車である。

## 592系0番台
スペインの鉄道愛好者の間では、ドアの上の屋根に突出している冷房装置のカバーがラクダのこぶを連想することからcamelloの愛称で親しまれている。この車両はスペインの国鉄であるレンフェの委託を1978年に受けて、Macosa社とAteinsa社で製作が行われた。動力装置はドイツのMANが担当した。1編成は3両であり、2両の動力車と1両の中間付随車から構成される。1981年から1984年にかけて合計70編成が製造された。イタリア・FIATのエンジンと機械式変速機を採用した比較的近郊の短距離向けの姉妹車である593系気動車に対し、中長距離運用に投入されるこの592系はより高い信頼性と耐久性を保持していた。レンフェは592系の一部の運用範囲を近郊区間に移した。同時に、ムルシアとアリカンテに配置された車両は車体こそ原型を留めたが、座席には新たに破損・破壊行為防止構造が採りいれられた。この新たな内装は446系電車や447系電車に似たものとなった。残りの592系は引き続き気動車を用いる、中長距離の地域間運用に配置された。現在は半数が上下分離後のレンフェ・オペラドーラに所属し、地方や近郊列車に使われている。また、2010年からはポルトガル鉄道に数編成が売却され、中距離列車で運用されている。地域列車運用に投入されていた592系は、2000年に内装デザインのすべてと外観に対する大掛かりな車体更新を施行し、同時に変速機も最高速度140km/hを出せるように交換され、新しい番台区分である592系200番台が与えられた。

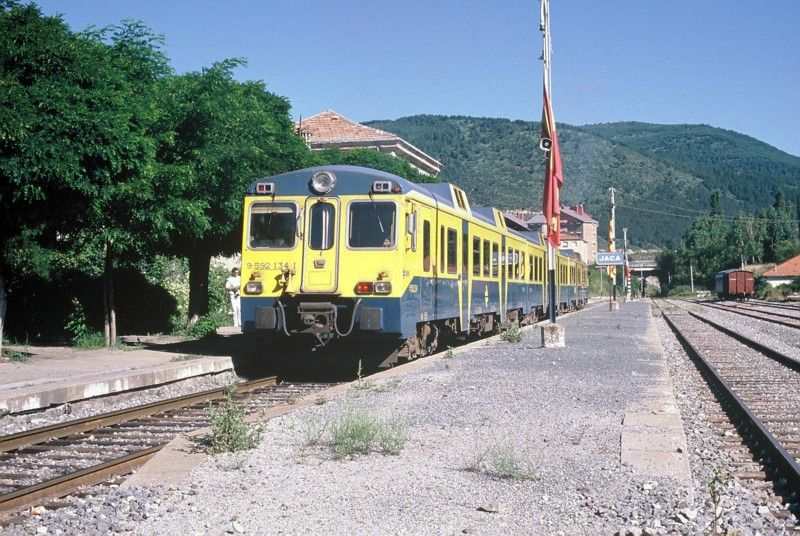
新車時の塗装の592系0番台

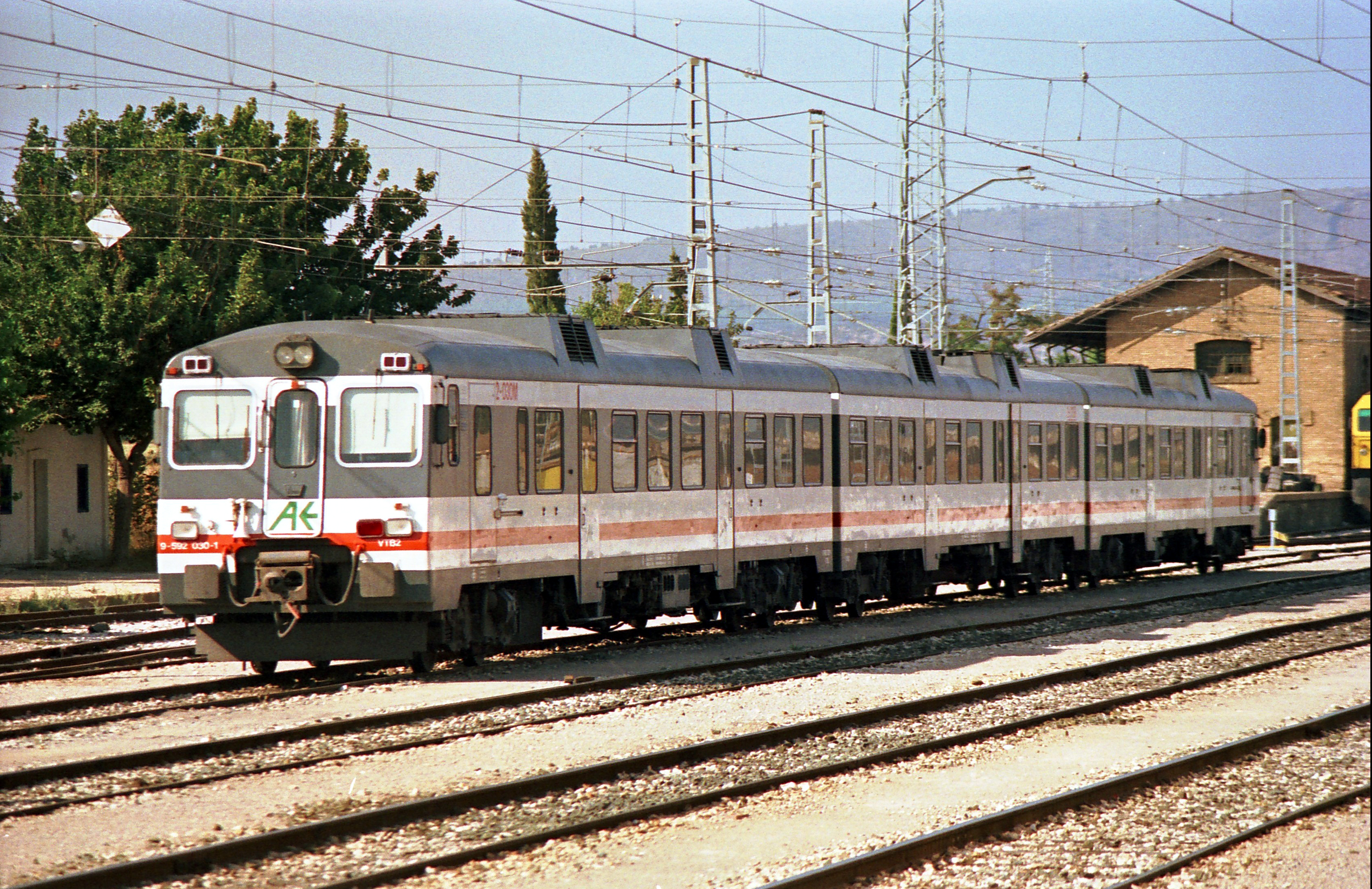
近郊列車塗装の592系気動車

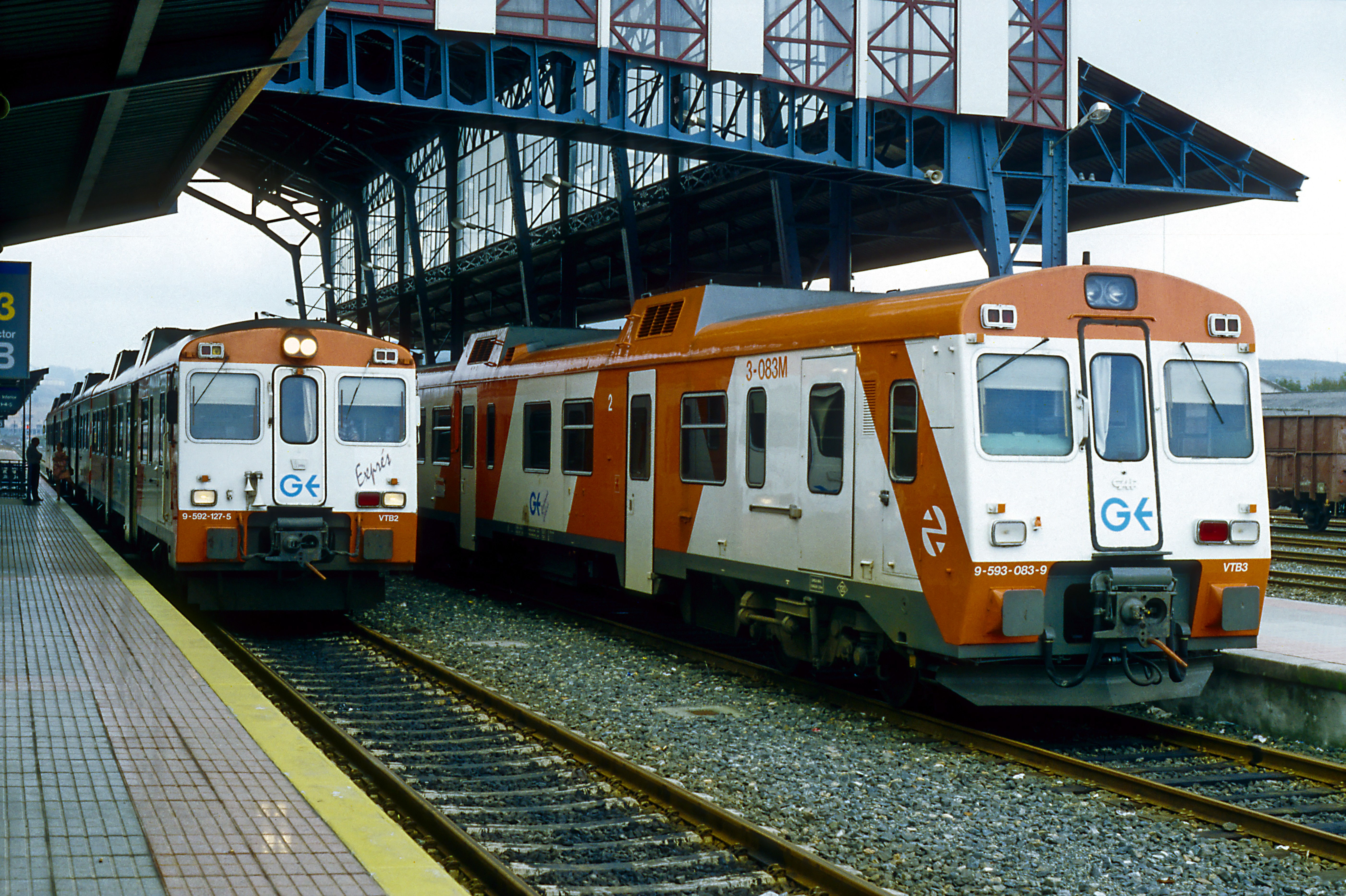
兄弟形式である593系気動車(右)と並んだ592系気動車(左)

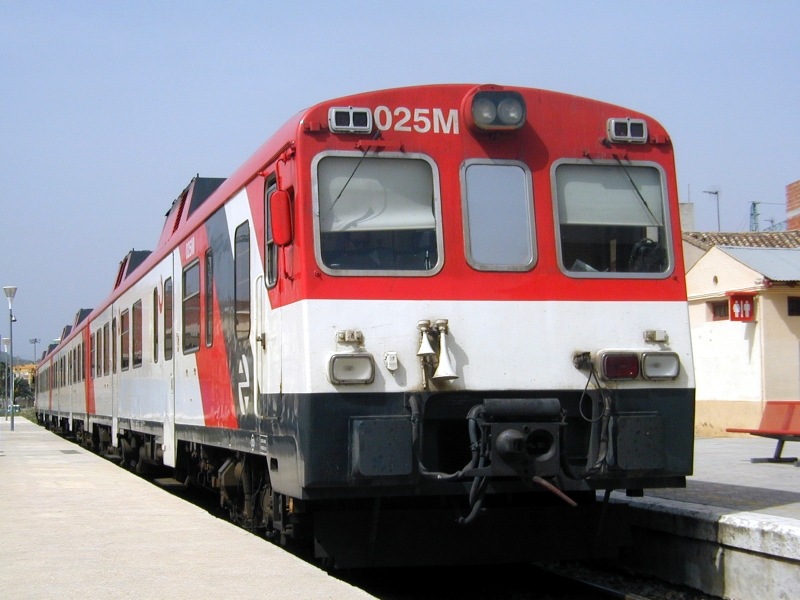
セルカニアス塗装の592系気動車

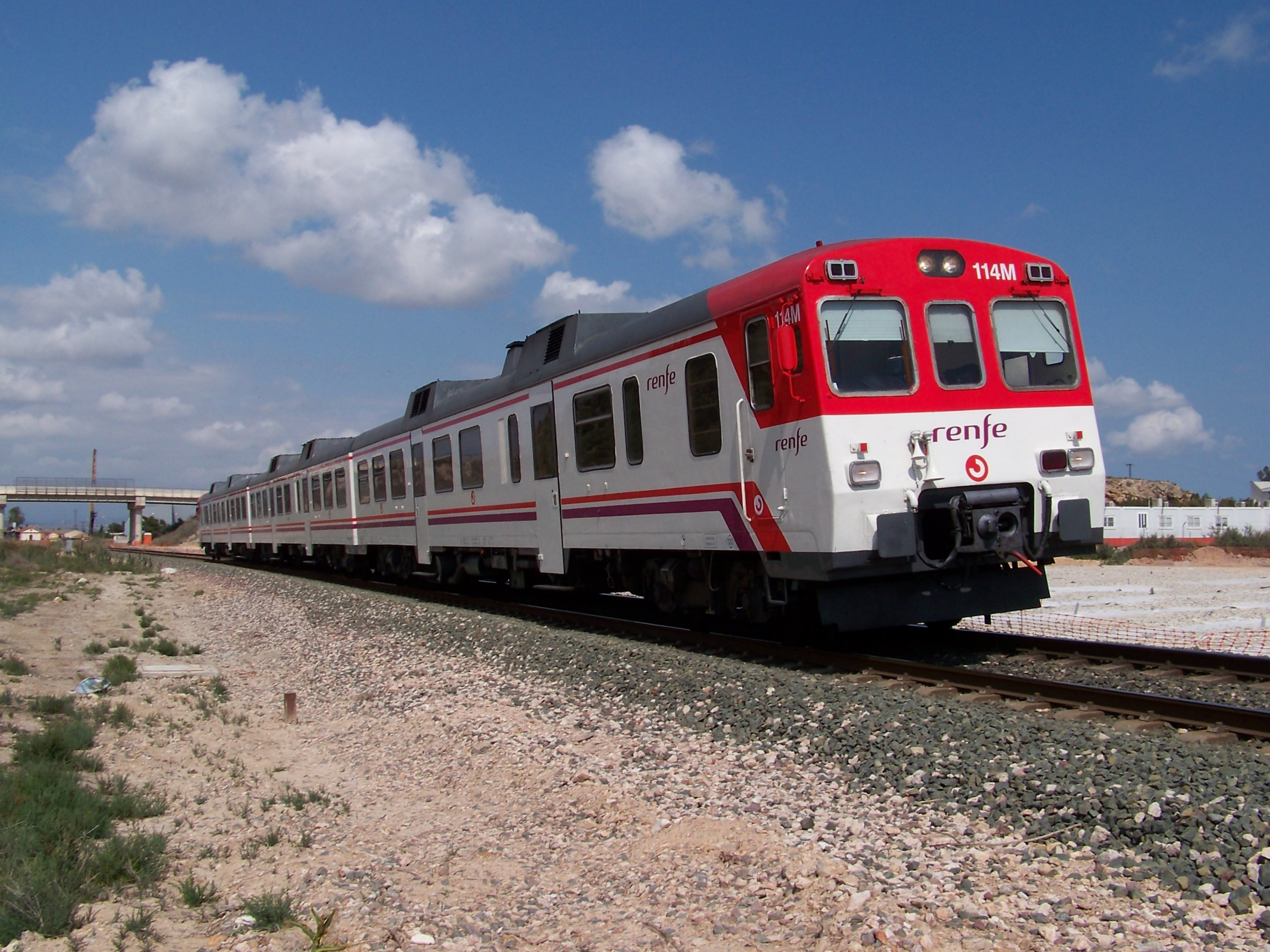
最新のレンフェ・オペラドーラ塗装の592系気動車

## 592系200番台
592系200番台は、592系0番台を改造した車両である。初期に改造された車両は鉄道愛好者の俗語でAtomicoと呼ばれ、その後に改造された車両はSupermanと呼ばれる。この番台誕生の経緯は、1989年ごろレンフェが、一等席や小型カフェテリアの設置、歯車比の変更による営業速度140km/hへの対応等を含む、列車全体の水準を向上させる更新工事を計画したことから始まる。番台区分トップナンバーの試作車は、幹線運用向けに高速走行を可能とした設計で改造された。しかし同車は1991年にマドリード - クエンカ - バレンシア間の幹線を走行中に途中のベンタミナ付近で火災に見舞われ、動力車1両と付随車1両がほとんど焼けてしまった。この教訓より、レンフェは車体更新に着手することを決め、さまざまな観点で従来の車両とは違った外観を持つ車両として、この試作車は1993年に都市間列車用の動力車2両の編成で復旧された。この編成の屋根からは名物である「こぶ」がなくなり、車体全体は流線型のデザインとなった。これ以降に改造され592系200番台となった車両には次のような特徴がある。
- 客室の仕切り壁をガラス製に交換し、空間の広がりと明るさを感じさせるものとした。
- 座席にはクッションが追加され、人間工学的により優れた設計とした。
- カーテンをブラインドに変更した。

外観の更新は、動力車の前頭部分に重点的に行われた。前面に行先表示器が設置されたほか、塗装も地域の運用向けにあわせて変更されたが、屋根には「こぶ」が残っている。動力部分はMAN 3256 BTXUEエンジン×4基からより高い出力を許容するMAN D2866 LUEシリーズエンジンに換装された。加えて、出力増強に伴い、最高速度を従来の120km/hから140km/hに向上するためにフォイトの液体変速機も交換され、ブレーキも純空気ブレーキから電磁弁を使用したものに改められた。現在、これら592系200番台はスペイン各地方の中距離列車に運用されている。

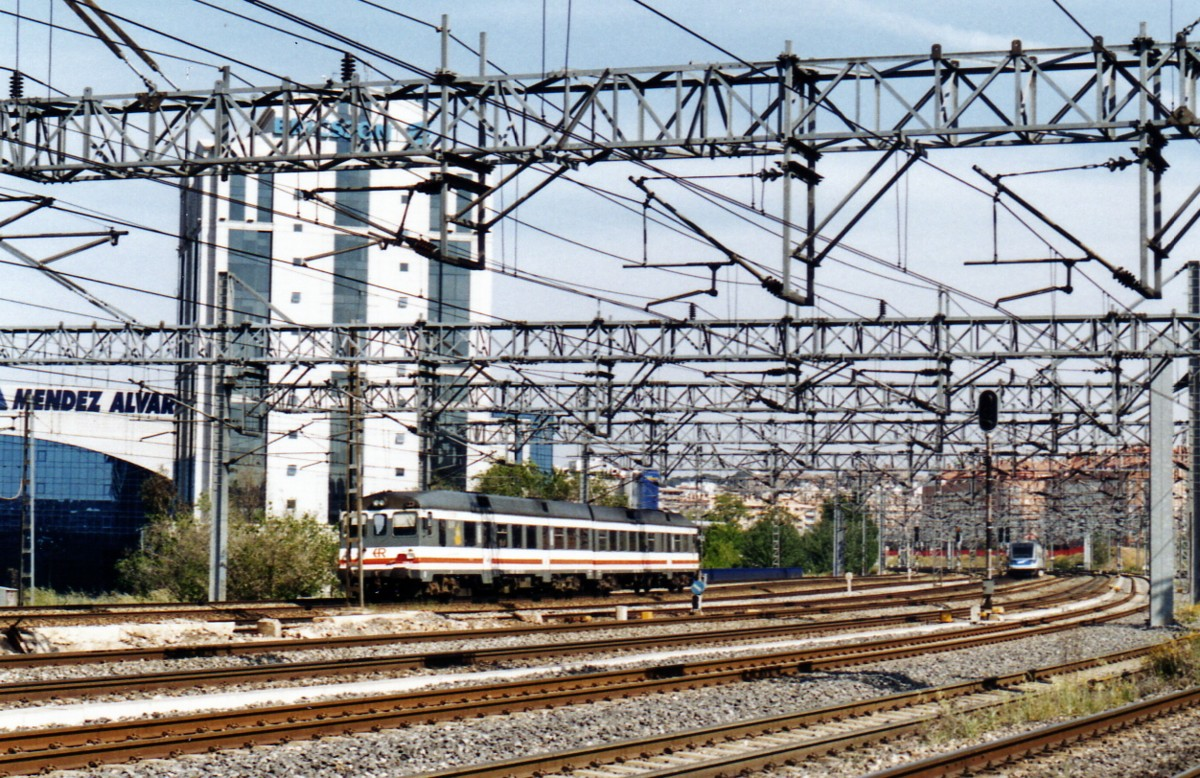
復旧時に2両・流線型に改造された試作車592-201編成"Atomico"(中央)

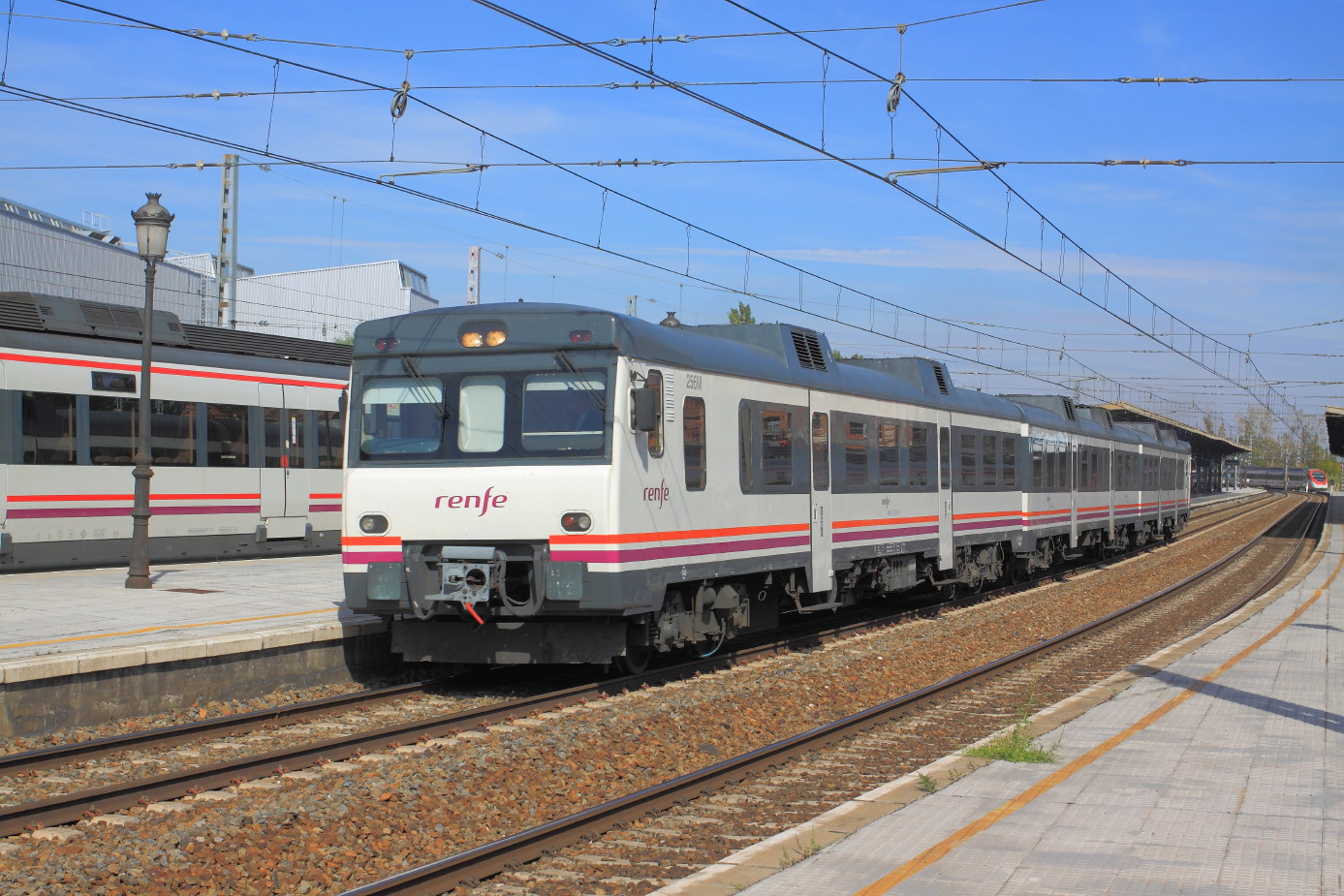
592系200番台"Superman"

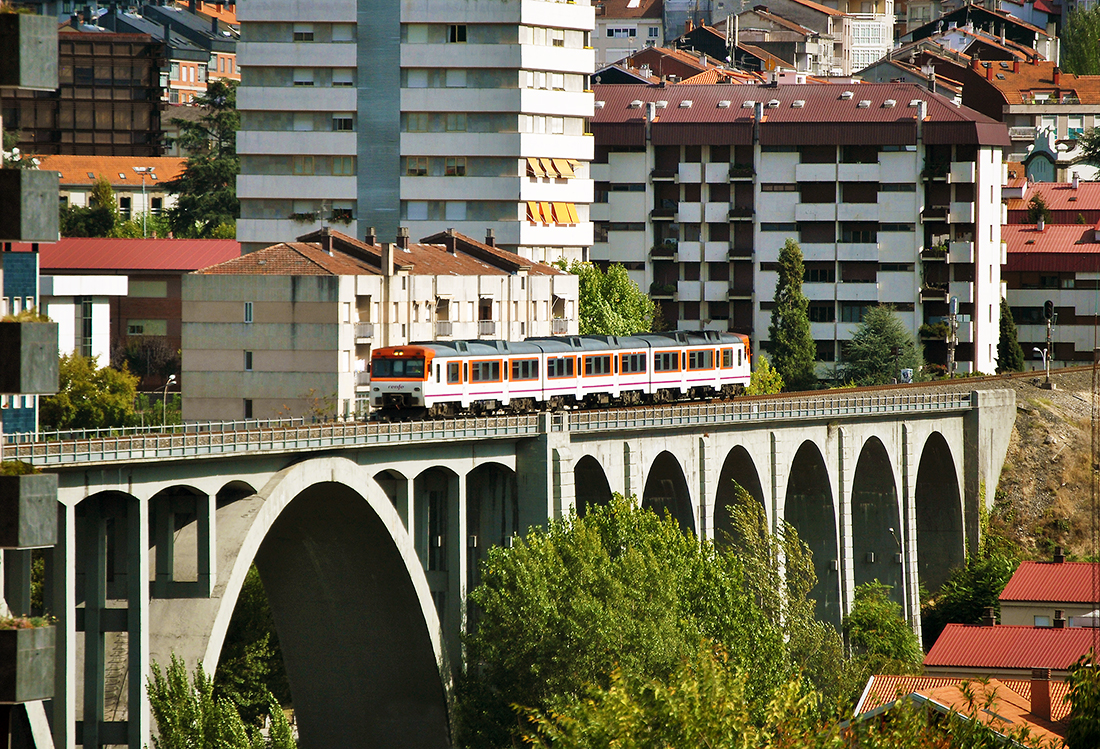
592系200番台"Superman"

## 592系300・500番台
592系の中間付随車を抜いた編成に改造された300および500番台は現在2編成ある。592系は通常は3両編成だが、Talguilloとの愛称で呼ばれる5両編成が1本存在した。このTalguilloの運用上の不都合を受け、レンフェはこれを2分割することを決め、基本的な編成である3両を外した残りの2両は2両編成に改造され、301M+501M 号車に改番された。一方、動力車71M号車と72M号車が592系2両編成の第2編成に改造された (302M+502M) 。この番台区分の改造内容は、座席の一部撤去と、加速力を増すための出力増強である。現在これらの車両はレンフェのバレンシア近郊区間で運行されている。 